# فراشة الحبوب

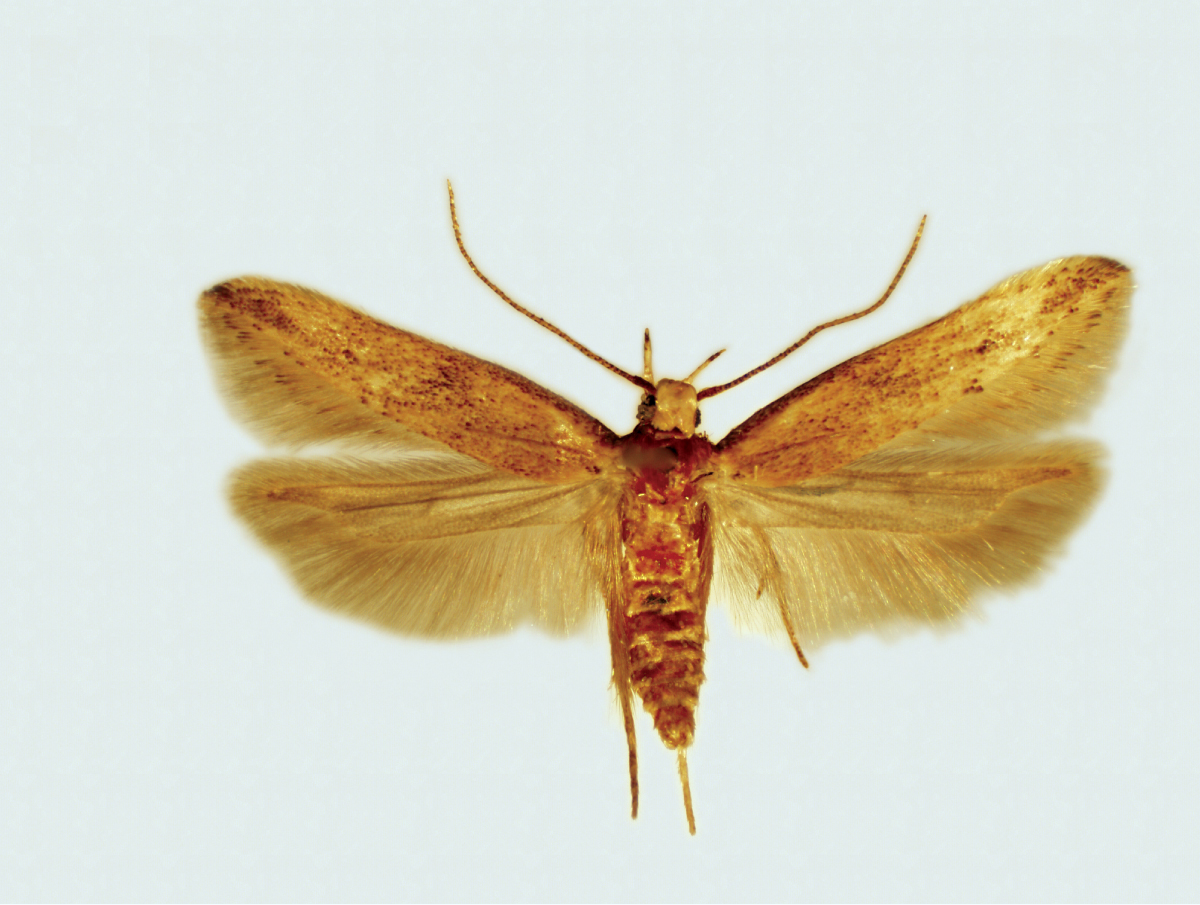

فراشة الحبوب أو عثة الطحين الهندية (الاسم العلمي Sitotroga cerealella) نوع من جنس سيتوتروغا، هي فراشة صغيرة يبلغ طولها 6-7 مم جسمها أصفر اللون وكذلك الزوج الأول من الأجنحة، أما الزوج الخلفي فهو بني فاتح وذو حواف مهدبة، يرقتها بيضاء اللون ويبلغ طولها نحو 8 مم.
تضر هذه الحشرة بالحبوب الخزونة أو الحلقية وتؤدي إلى إتلاف كبير للمحصول.

## الروابط الخارجية
- Australian Insects